# 羅伊德·斯馬克
羅伊德·斯馬克（Lloyd Smucker，1964年1月23日—）是美國賓夕法尼亞州的一位共和黨政治家。2016年，他當選為賓夕法尼亞第16國會選區的美國眾議院議員。在當選國會議員之前，他是賓西法尼亞州州議會的議員。